# Bobo (langue)
Pour les articles homonymes, voir Bobo.
Ne doit pas être confondu avec Langues bwa.
Le bobo, aussi appelé bobo madéré ou langues bobo, est un groupe de langues mandées avec deux variantes principales : le bobo du Sud parlé au Burkina Faso et le konabéré (bobo du Nord) parlé au Burkina Faso et au Mali.

## Écriture
| a | b | d | e | ɛ | f | g | gb | i | k | kp | l | m | n | ɲ | o | ɔ | p | r | s | sh | t | u | v | w | y | z | zh |

| a | an | b | d | e  | en | ɛ  | ɛn | f  | g | gb | h | i  | in | ɩ | ɩn | j  | k | kp | l |
| m | n  | ɲ | ŋ | ŋm | o  | on | ɔ  | ɔn | p | r  | s | sh | t  | u | ʋ  | ʋn | v | w  | y |